# Hjemsted Oldtidspark
Hjemsted Oldtidspark også kendt som Hjemsted - Danernes Verden var et museum ved Skærbæk tæt ved Rømø. 
Museet beskæftigede sig med jernalderen og bestod af et underjordisk museum og et udendørs område med nyopførte jernalderhuse.
Selve museet er først opført i 1996, men parken er opstået i forbindelse med de udgravninger, som blev gennemført i Skærbæk i 1970'erne. Den blev etableret med penge fra Arbejdsmarkedets Feriefond.
Hans Kongelige Højhed Prins Joachim var protektor for Hjemsted Oldtidspark.
I 2016 indløste Tønder Kommune lån for 27 mio. kr. hos Arbejdsmarkedets Feriefond, og overtog derigennem ejerskabet af museet.
I juni 2018 afholdt museet et historisk marked. Den 5. august 2018 blev museet ramt af en brand i et af de rekonstruerede huse. En højspændingsledning til Rømø gik lige over det brændende hus, hvilket resulterede i, at strømmen til hele Rømø måtte afbrydes i flere timer.
I marts 2019 besluttede kommunalrådet i Tønder Kommune at lukke parken, da Skærbækcenteret, som hidtil havde stået for driften, ikke havde forlænget deres kontrakt med kommunen, og den blev herefter udbudt til salg.
Parken fik på dette tidspunkt 2,6 mio. kr. i tilskud om året af kommunen, og den havde kørt med underskud næsten alle de 25 år, hvor den havde eksisteret. I maj måned blev der stiftet en forening, som ville forsøge at redde oldtidsparken ved at starte en underskriftindsamling.
I oktober havde over 600 personer skrevet under.
Fredag d. 25. oktober 2019 havde parken sin sidste offentlige åbningsdag efter Tønder Kommune havde solgt området. Det blev overtaget af et konsortium, der udviklede det til campingpladsen Marsk Camp med hovedattraktionen Marsk Tårnet.

## Parken
Det udendørs område fylder 24 tdl., og der er opført en række huse fra forskellige dele af jernalderen. Det er gårde, håndværkshuse og en mindre fæstning. Desuden findes to romerske krigsmaskiner. En onager og en ballista, der er verdens eneste rekonstuktion i fuld størrelse af Hatra ballista. I sommerperioden er parken levendegjort af frivillige, der bor i jernalderlandsbyen klædt i periodens klædedragter.
- Sydgården
- Mellemgården
- Nordgården
- Ved bådehuset kunne man prøve en tur i en ege
- Trappen ned til det underjordiske museum
- Den 2 tons tunge rekonstruktion af en onager, der kastede ildkugler ud over søen
- Den 1½ tons tunge rekonstruktion af en ballista, der kunne skyde et spyd gennem 6 pansrede krigere